# Frascati
Frascati är en ort och kommun i storstadsregionen Rom, före 2015 provinsen Rom, i regionen Lazio i Italien, cirka 20 km sydost om Rom. Kommunen hade 22 657 invånare (2018) och är en av de sexton städerna i området Castelli Romani.

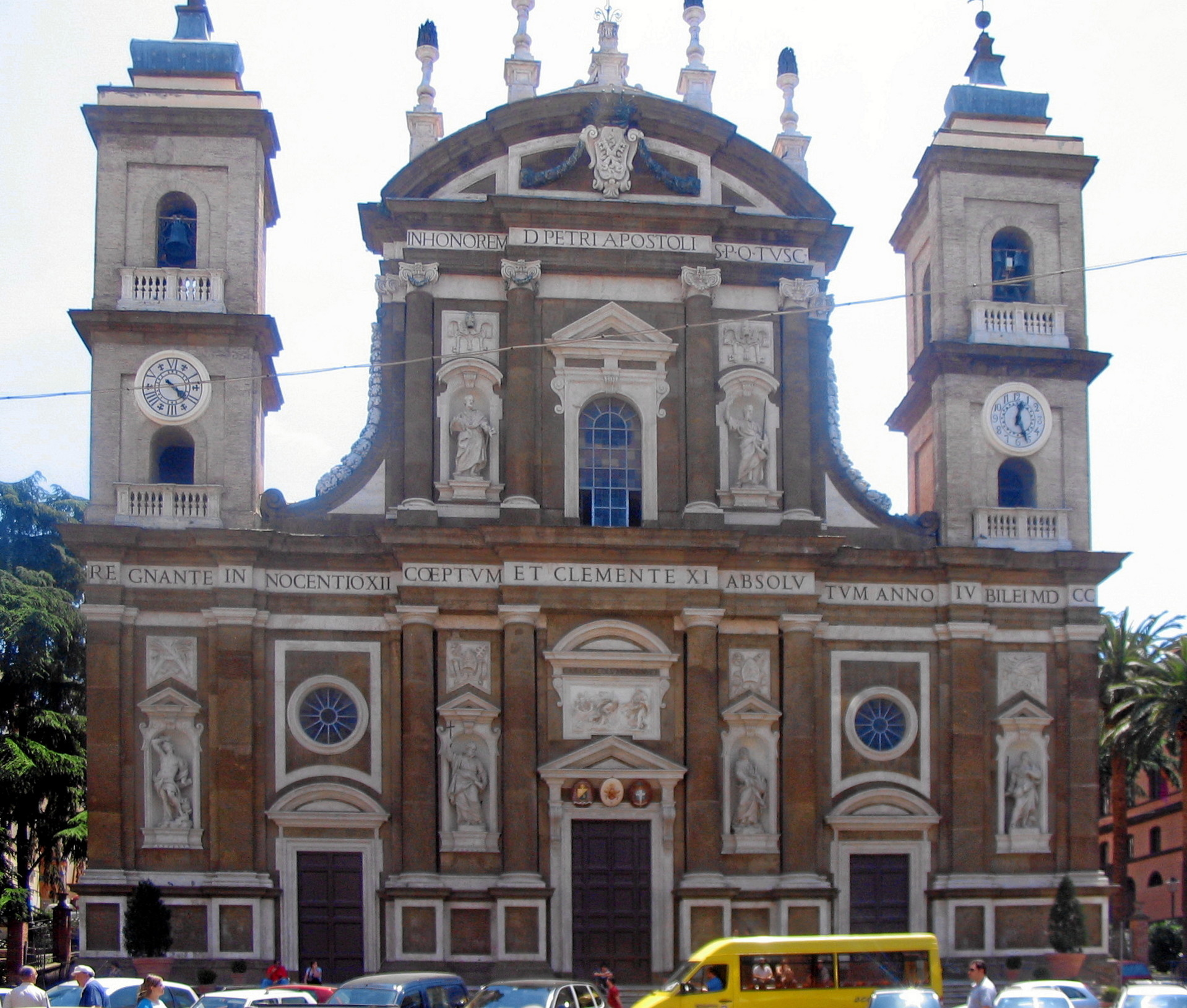
Katedralen San Pietro Apostolo.

Under romartiden hette staden Frascata och var en populär semesterort. På 1300-talet befästes staden med en stadsmur.
Frascati är känt för sitt gyllene vita vin som görs av malvoisiedruvor, som växer i den vulkaniska tuffen på Albanobergens nordvästra sluttningar, men kanske framförallt för sina många vackra villor från 1500- och 1600-talet.
Staden är även biskopsäte för Frascati suburbikariska stift inom Romersk-katolska kyrkan, och sedan 2008 är dess biskop kardinal Tarcisio Bertone.

## Bilder
| - Katedralen San Pietro Apostolo. |